# Mimi Miyagi
Mimi Miyagi, nombre artístico de Melody Damayo, (Dávao, 3 de julio de 1973) es una actriz pornográfica filipina.

## Biografía
Mimi estudió piano de niña y soñaba ser gimnasta. A los 6 años se trasladó a los Estados Unidos y creció en California. Al terminar la secundaria, sus padres la llevaron de vuelta a Filipinas, a una escuela Adventista del Séptimo Día. Finalmente se retiró y trabajó como Disc-Jockey en la estación de radio de la universidad, donde decidió que quería estar en el mundo del espectáculo. Volvió así a Los Ángeles antes de su cumpleaños 18 y obtuvo una beca para estudiar en el Colegio de Moda Merchandising de Westwood,LA. Entró en el mundo porno a finales de los años 1980, y en 1990 obtuvo su consagración. Casi siempre tenía papeles protagonistas en escenas de sexo anal, y se convirtió en una reina del género teniendo como gran rival, a la también filipina Anisa. Conquistó a innumerables seguidores por sus actuaciones memorables. Tiene una hija, Isabella, nacida en 1988.
Concurrió al cargo de gobernadora de Nevada en 2006 en las elecciones primarias del partido republicano."No tengo nada que ocultar, todo el mundo ha visto ya todo de mí" dijo. Uno de sus eslóganes fue "Soy descubierta y honesta en todo momento".

## Filmografía parcial
- Amazing Asian Ass
- East Eats West
- Happy Ending
- Tits Up Taipei
- Amber the Lesbian Queefer
- The Best of Oriental Anal # 1
- FantASIANy # 4
- FantASIANy # 3
- Freaks of Nature
- Oriental Lust
- Busty Bangkok Bangers
- Dirty Bob's Xcellent Adventures # 20
- Reflections
- Anal Asians
- Sensual Exposure
- Sex
- She's the Boss
- Whoppers # 6
- Anal Adventures # 1: Anal Executive
- Anal Asian
- Bardot
- Beverly Hills Geisha
- Caught From Behind # 17
- Confessions # 2
- Deep Throat # 6
- The Dragon Lady # 4: Tales from the Bed 3
- The Last Good Sex
- Made in Japan
- More Dirty Debutantes # 12
- Oriental Temptations
- Paper Tiger
- Rainbows
- Sex Symphony
- Star Struck
- Anal Climax # 2
- Anal Fury
- Asian Anals
- Blow Job Betty
- Chocolate & Vanilla Twist
- Girlz n the Hood
- Seoul Train
- Sex Sting
- Sex Trek II: The Search es Sperm
- Women of Color
- Secret Obsession